# 4146 Rudolfinum
4146 Rudolfinum este un asteroid din centura principală, descoperit pe 16 februarie 1982 de Ladislav Brožek.